# Géospize à bec moyen
Geospiza fortis
Espèce
Statut de conservation UICN

 LC  : Préoccupation mineure
Le Géospize à bec moyen (Geospiza fortis) est l'une des espèces de passereaux plus connues sous le nom de pinsons de Darwin. Elle appartient à la famille des Thraupidae.

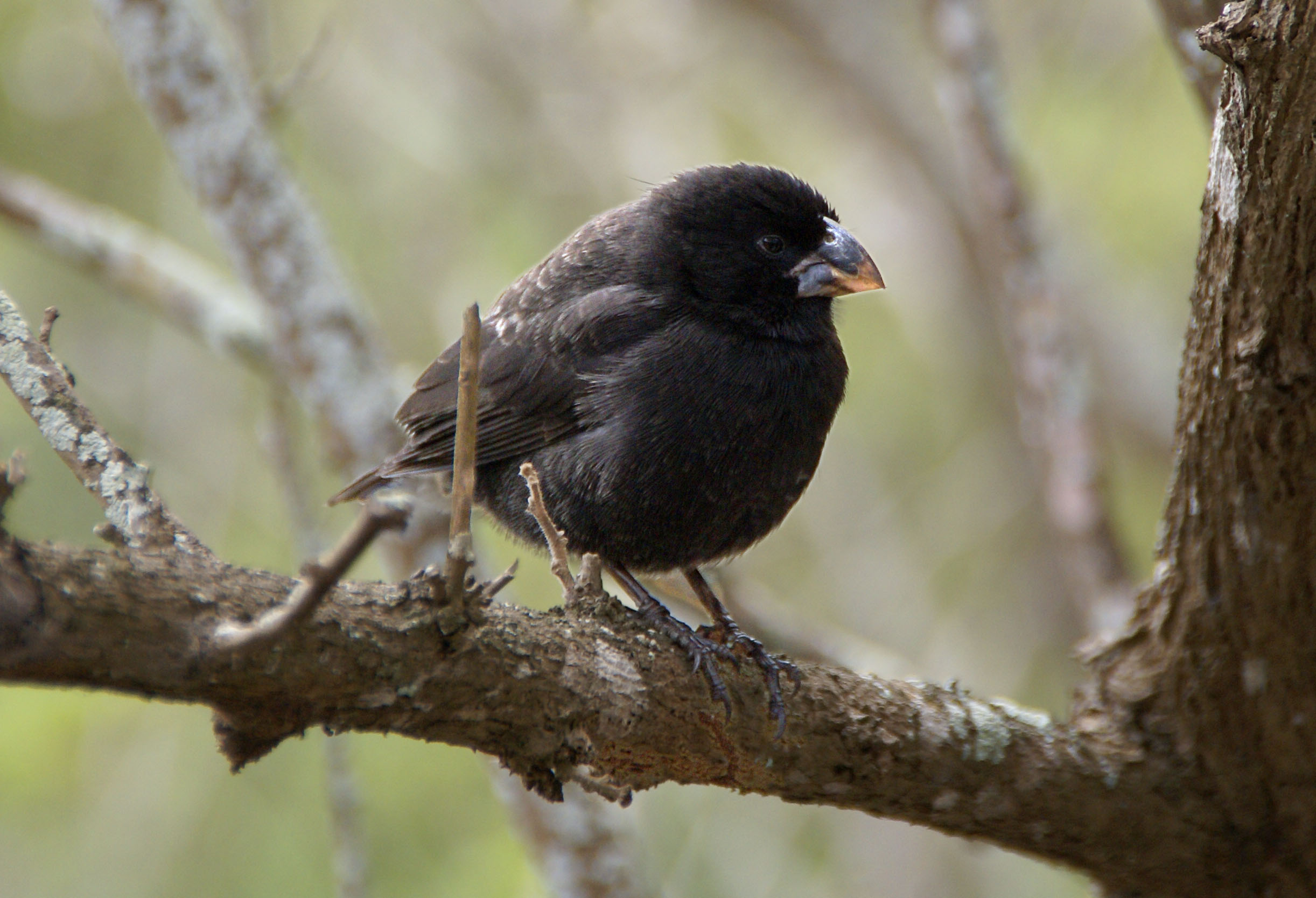
Géospize à bec moyen.